# Huernia campanulata
Huernia campanulata är en oleanderväxtart som först beskrevs av Francis Masson, och fick sitt nu gällande namn av Adrian Hardy Haworth. Huernia campanulata ingår i släktet Huernia och familjen oleanderväxter. Inga underarter finns listade i Catalogue of Life.